# 70. Międzynarodowy Festiwal Filmowy w Berlinie
70. Międzynarodowy Festiwal Filmowy w Berlinie odbył się w dniach 20 lutego-1 marca 2020 roku. Imprezę otworzył pokaz kanadyjskiego filmu Mój rok z Salingerem w reżyserii Philippe’a Falardeau. W konkursie głównym zaprezentowanych zostało 18 filmów pochodzących z 13 różnych krajów.
Jury pod przewodnictwem brytyjskiego aktora Jeremy’ego Ironsa przyznało nagrodę główną festiwalu, Złotego Niedźwiedzia, irańskiemu filmowi Zło nie istnieje w reżyserii Mohammada Rasoulofa. Drugą nagrodę w konkursie głównym, Srebrnego Niedźwiedzia − Grand Prix Jury, przyznano amerykańskiemu obrazowi Nigdy, rzadko, czasami, zawsze w reżyserii Elizy Hittman.
Honorowego Złotego Niedźwiedzia za całokształt twórczości odebrała brytyjska aktorka Helen Mirren.

## Członkowie jury

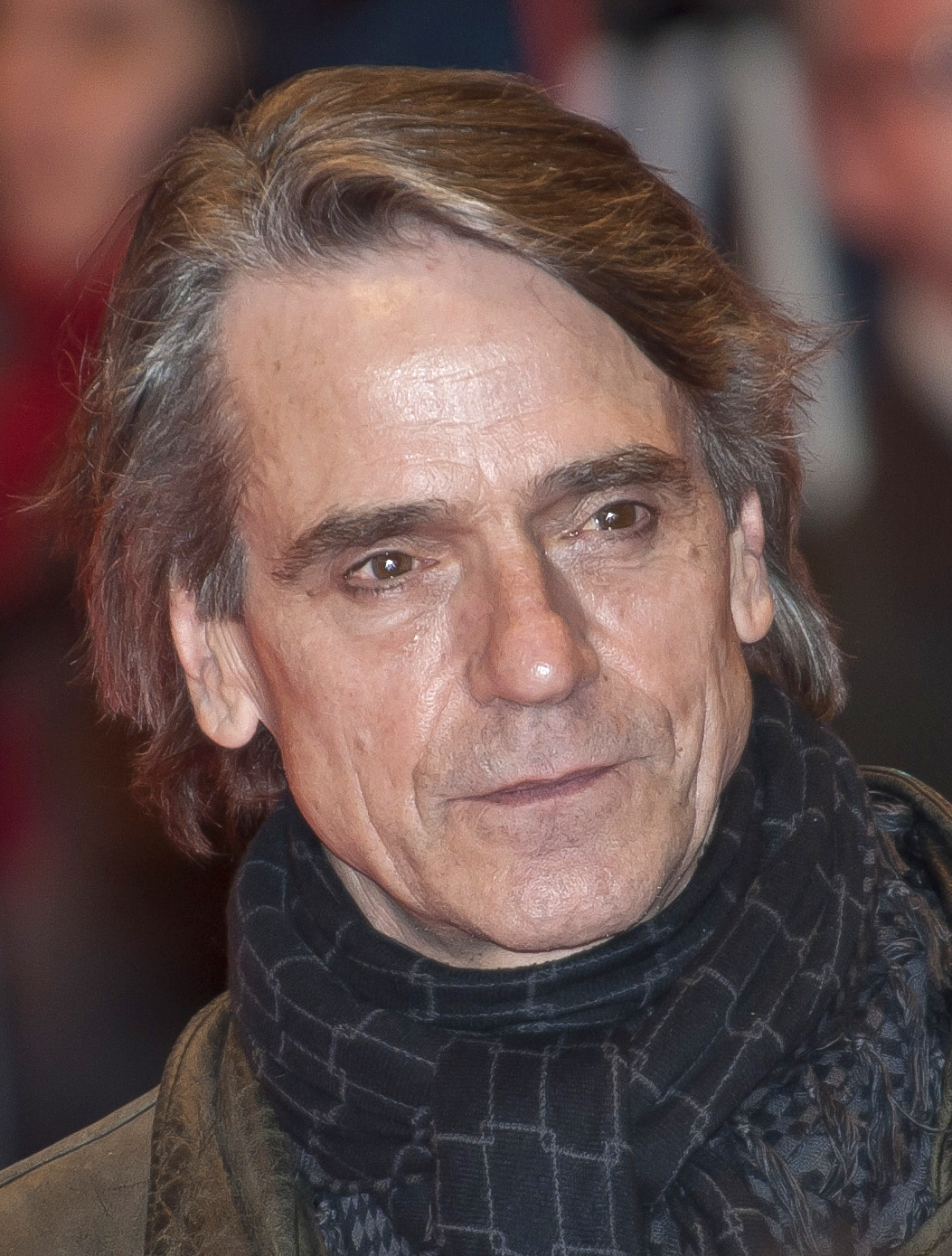
Przewodniczący jury konkursu głównego Jeremy Irons.

### Konkurs główny
- Jeremy Irons, brytyjski aktor − przewodniczący jury[7][8]
- Bérénice Bejo, francuska aktorka
- Bettina Brokemper, niemiecka producentka filmowa
- Annemarie Jacir, palestyńska reżyserka
- Kenneth Lonergan, amerykański reżyser
- Luca Marinelli, włoski aktor
- Kleber Mendonça Filho, brazylijski reżyser

### Sekcja „Spotkania”
- Shōzō Ichiyama, japoński producent filmowy
- Dominga Sotomayor, chilijska reżyserka
- Eva Trobisch, niemiecka scenarzystka

### Konkurs debiutów reżyserskich
- Ognjen Glavonić, serbski reżyser
- Hala Lotfy, założycielka Hassala Films
- Gonzalo de Pedro Amatria, hiszpański filmoznawca

### Konkurs filmów dokumentalnych
- Gerd Kroske, niemiecki reżyser
- Marie Losier, francuska reżyserka
- Alanis Obomsawin, kanadyjska reżyserka

### Konkurs filmów krótkometrażowych
- Réka Bucsi, węgierska reżyserka
- Fatma Çolakoğlu, turecka kuratorka sztuki
- Lemohang Jeremiah Mosese, lesotyjski reżyser

## Selekcja oficjalna

### Otwarcie i zamknięcie festiwalu
|             | Tytuł                | Reżyseria          | Kraj produkcji |
| ----------- | -------------------- | ------------------ | -------------- |
| Otwierający | Mój rok z Salingerem | Philippe Falardeau | Kanada         |
| Zamykający  | Zło nie istnieje     | Mohammad Rasoulof  | Iran           |

### Konkurs główny
Następujące filmy zostały wyselekcjonowane do udziału w konkursie głównym o Złotego Niedźwiedzia i Srebrne Niedźwiedzie:
| Tytuł polski                   | Tytuł oryginalny                       | Reżyseria                             | Kraj produkcji    |
| ------------------------------ | -------------------------------------- | ------------------------------------- | ----------------- |
| Berlin Alexanderplatz          | Berlin Alexanderplatz                  | Burhan Qurbani                        | Niemcy            |
| DAU. Natasza                   | ДАУ. Наташа DAU. Natasza               | Ilja Chrzanowski i Jekatierina Oertel | Rosja             |
| Biegnąca kobieta               | 도망친 여자 Domangchin yeoja           | Hong Sang-soo                         | Korea Południowa  |
| Wykasuj historię               | Effacer l’historique                   | Benoît Delépine i Gustave Kervern     | Francja           |
| Złe baśnie                     | Favolacce                              | Damiano i Fabio D’Innocenzo           | Włochy            |
| Pierwsza krowa                 | First Cow                              | Kelly Reichardt                       | Stany Zjednoczone |
| Napromieniowani                | Irradiés                               | Rithy Panh                            | Kambodża          |
| Nigdy, rzadko, czasami, zawsze | Never Rarely Sometimes Always          | Eliza Hittman                         | Stany Zjednoczone |
| Intruz                         | El prófugo                             | Natalia Meta                          | Argentyna         |
| Dni                            | 日子 Rizi                              | Tsai Ming-liang                       | Tajwan            |
| Niewybrane drogi               | The Roads Not Taken                    | Sally Potter                          | Wielka Brytania   |
| Moja młodsza siostra           | Schwesterlein                          | Stéphanie Chuat i Véronique Reymond   | Szwajcaria        |
| Słone łzy                      | Le sel des larmes                      | Philippe Garrel                       | Francja           |
| Zło nie istnieje               | شیطان وجود ندارد Sheytan vojud nadarad | Mohammad Rasoulof                     | Iran              |
| Syberia                        | Siberia                                | Abel Ferrara                          | Włochy            |
| Wszyscy zmarli                 | Todos os Mortos                        | Marco Dutra i Caetano Gotardo         | Brazylia          |
| Undine                         | Undine                                 | Christian Petzold                     | Niemcy            |
| Chciałem się ukrywać           | Volevo nascondermi                     | Giorgio Diritti                       | Włochy            |

### Sekcja „Spotkania”
Następujących 15 filmów zostało wyświetlonych na festiwalu w ramach nowopowstałej sekcji „Spotkania”:
| Tytuł polski                    | Tytuł oryginalny                                              | Reżyseria                    | Kraj produkcji    |
| ------------------------------- | ------------------------------------------------------------- | ---------------------------- | ----------------- |
| Po kablach                      | Los conductos                                                 | Camilo Restrepo              | Kolumbia          |
| Funny Face                      | Funny Face                                                    | Tim Sutton                   | Stany Zjednoczone |
| Gunda                           | Gunda                                                         | Wiktor Kossakowski           | Norwegia          |
| Isabella                        | Isabella                                                      | Matías Piñeiro               | Argentyna         |
| Pasterka i siedem pieśni        | लैला और सात फीट Laila aur satt geet                               | Pushpendra Singh             | Indie             |
| Ostatnie miasto                 | Die letzte Stadt                                              | Heinz Emigholz               | Niemcy            |
| Malmkrog                        | Malmkrog                                                      | Cristi Puiu                  | Rumunia           |
| Metamorfoza ptaków              | A metamorfose dos pássaros                                    | Catarina Vasconcelos         | Portugalia        |
| Nagie zwierzęta                 | Nackte Tiere                                                  | Melanie Waelde               | Niemcy            |
| Orphea                          | Orphea                                                        | Khavn i Alexander Kluge      | Niemcy            |
| Shirley                         | Shirley                                                       | Josephine Decker             | Stany Zjednoczone |
| Słudzy                          | Služobníci                                                    | Ivan Ostrochovský            | Słowacja          |
| O niedogodności narodzin        | The Trouble with Being Born                                   | Sandra Wollner               | Austria           |
| Prace i dni                     | The Works and Days (of Tayoko Shiojiri in the Shiotani Basin) | Anders Edström i C.W. Winter | Japonia           |
| Zabij to i wyjedź z tego miasta | Zabij to i wyjedź z tego miasta                               | Mariusz Wilczyński           | Polska            |

### Pokazy pozakonkursowe
Następujące filmy zostały wyświetlone na festiwalu w ramach pokazów pozakonkursowych w sekcji „Berlinale Special Gala”:
| Tytuł polski                      | Tytuł oryginalny                                  | Reżyseria                         | Kraj produkcji    |
| --------------------------------- | ------------------------------------------------- | --------------------------------- | ----------------- |
| Amerykański sektor                | The American Sector                               | Courtney Stephens i Pacho Velez   | Stany Zjednoczone |
| Szarlatan                         | Charlatan                                         | Agnieszka Holland                 | Czechy            |
| Kryptonim Curveball               | Curveball                                         | Johannes Naber                    | Niemcy            |
| DAU. Degeneracja                  | ДАУ. Вырождение DAU. Wyrożdienije                 | Ilja Chrzanowski i Ilja Permiakow | Rosja             |
| Golda Maria                       | Golda Maria                                       | Patrick Sobelman i Hugo Sobelman  | Francja           |
| Misja w High Ground               | High Ground                                       | Stephen Johnson                   | Australia         |
| Hillary                           | Hillary                                           | Nanette Burstein                  | Stany Zjednoczone |
| Ostatni i pierwsi ludzie          | Last and First Men                                | Jóhann Jóhannsson                 | Islandia          |
| Minamata                          | Minamata                                          | Andrew Levitas                    | Wielka Brytania   |
| Mój rok z Salingerem              | My Salinger Year                                  | Philippe Falardeau                | Kanada            |
| Numery                            | Номери Nomery                                     | Ołeh Sencow i Achtem Seitabłajew  | Ukraina           |
| Zwariowany profesor (1963)        | The Nutty Professor                               | Jerry Lewis                       | Stany Zjednoczone |
| Naprzód                           | Onward                                            | Dan Scanlon                       | Stany Zjednoczone |
| Paryskie kaligramy                | Paris Calligrammes                                | Ulrike Ottinger                   | Niemcy            |
| Poufne lekcje perskiego           | Persian Lessons                                   | Vadim Perelman                    | Niemcy            |
| Pinokio                           | Pinocchio                                         | Matteo Garrone                    | Włochy            |
| Nocny konwój                      | Police                                            | Anne Fontaine                     | Francja           |
| Czas łowów                        | 사냥의 시간 Sanyangeui sigan                      | Yoon Sung-hyun                    | Korea Południowa  |
| Speer jedzie do Hollywood         | שפאר בדרך להוליווד Speer Goes to Hollywood        | Vanessa Lapa                      | Izrael            |
| Na horyzoncie morze jest błękitne | 一直游到海水变蓝 Yi zhi you dao hai shui bian lan | Jia Zhangke                       | Chiny             |

### Sekcja „Panorama”
Następujące filmy zostały zaprezentowane w ramach sekcji „Panorama” (wyróżnione tytuły to zdobywcy nagrody publiczności):

#### Filmy fabularne
| Tytuł polski                  | Tytuł oryginalny           | Reżyseria                  | Kraj produkcji    |
| ----------------------------- | -------------------------- | -------------------------- | ----------------- |
| Wszystkie ręce na pokład      | À l'abordage               | Guillaume Brac             | Francja           |
| Asystentka                    | The Assistant              | Kitty Green                | Stany Zjednoczone |
| Czerwony nos, puste kieszenie | Bloody Nose, Empty Pockets | Bill Ross IV i Turner Ross | Stany Zjednoczone |
| Miasto ptaków                 | Cidade Pássaro             | Matias Mariani             | Brazylia          |
| Pospolite przestępstwo        | Un crimen común            | Francisco Márquez          | Argentyna         |
| Koparka                       | Digger                     | Georgis Grigorakis         | Grecja            |
| Eeb Allay Ooo!                | ईब आले ऊ! Eeb Allay Ooo!    | Prateek Vats               | Indie             |
| Wygnanie                      | Exil                       | Visar Morina               | Kosowo            |
| Przyszłość należy do nas      | Futur Drei                 | Faraz Shariat              | Niemcy            |
| Nadzieja                      | Håp                        | Maria Sødahl               | Norwegia          |
| Dziki kraj                    | Kød & blod                 | Jeanette Nordahl           | Dania             |
| Mare                          | Mare                       | Andrea Štaka               | Chorwacja         |
| Jedna na tysiąc               | Las mil y una              | Clarisa Navas              | Argentyna         |
| Minjan                        | Minyan                     | Eric Steel                 | Stany Zjednoczone |
| Mogul Mowgli                  | Mogul Mowgli               | Bassam Tariq               | Wielka Brytania   |
| Ten dzień                     | One of These Days          | Bastian Günther            | Stany Zjednoczone |
| Tato                          | Oтац Otac                  | Srdan Golubović            | Serbia            |
| Pari                          | Pari                       | Siamak Etemadi             | Grecja            |
| Czarne mleko                  | Schwarze Milch             | Uisenma Borchu             | Mongolia          |
| Kto sieje wiatr...            | Semina il vento            | Danilo Caputo              | Włochy            |
| Suk suk                       | 叔．叔 Suk suk             | Ray Yeung                  | Hongkong          |
| Zwarcie                       | Surge                      | Aneil Karia                | Wielka Brytania   |
| Suchy wiatr                   | Vento seco                 | Daniel Nolasco             | Brazylia          |

#### Filmy dokumentalne
| Tytuł polski                                | Tytuł oryginalny                                | Reżyseria                        | Kraj produkcji    |
| ------------------------------------------- | ----------------------------------------------- | -------------------------------- | ----------------- |
| Na zawsze Amber                             | Alltid Amber                                    | Lia Hietala i Hannah Reinikainen | Szwecja           |
| Notatki z podziemia                         | Aufzeichnungen aus der Unterwelt                | Tizza Covi i Rainer Frimmel      | Austria           |
| Dni kanibalizmu                             | Days of Cannibalism                             | Teboho Edkins                    | Południowa Afryka |
| Marzę o Singapurze                          | I Dream of Singapore                            | Lei Yuan Bin                     | Singapur          |
| Teraz albo jutro                            | Jetzt oder morgen                               | Lisa Weber                       | Austria           |
| Wykop                                       | Котлован Kotłowan                               | Andriej Griaziew                 | Rosja             |
| Nardjes A.                                  | Nardjes A.                                      | Karim Aïnouz                     | Algieria          |
| Dziewczynka                                 | Petite fille                                    | Sébastien Lifshitz               | Francja           |
| Odbicie w jeziorze                          | O reflexo do lago                               | Fernando Segtowick               | Brazylia          |
| Saudi Runaway                               | Saudi Runaway                                   | Susanne Regina Meures            | Szwajcaria        |
| Schlingensief – Krzykiem przerwać milczenie | Schlingensief – In das Schweigen hineinschreien | Bettina Böhler                   | Niemcy            |
| A gdyby to była miłość                      | Si c'était de l'amour                           | Patric Chiha                     | Francja           |
| Witamy w Czeczenii                          | Welcome to Chechnya                             | David France                     | Stany Zjednoczone |

## Laureaci nagród

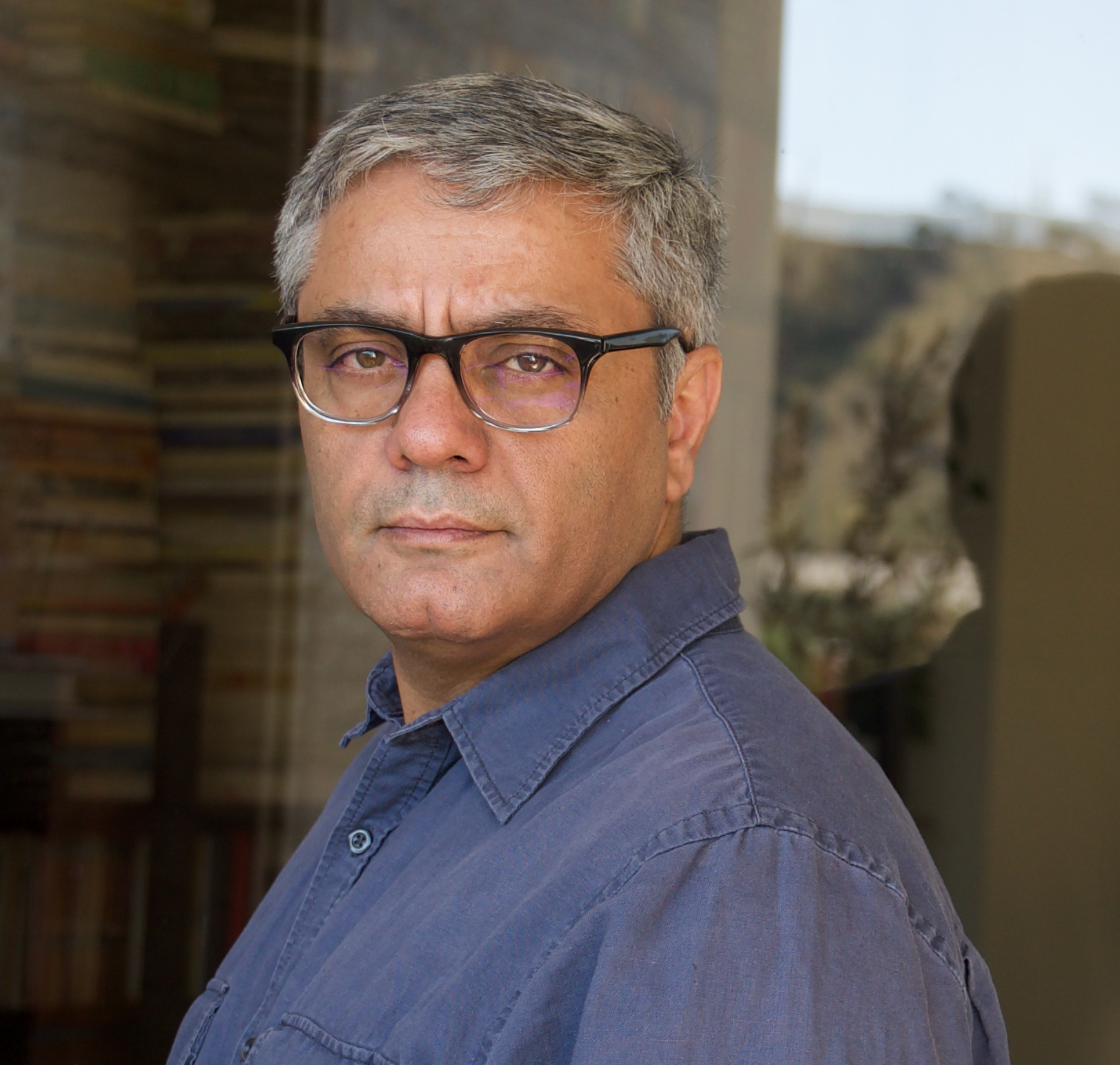
Mohammad Rasoulof, zdobywca Złotego Niedźwiedzia.

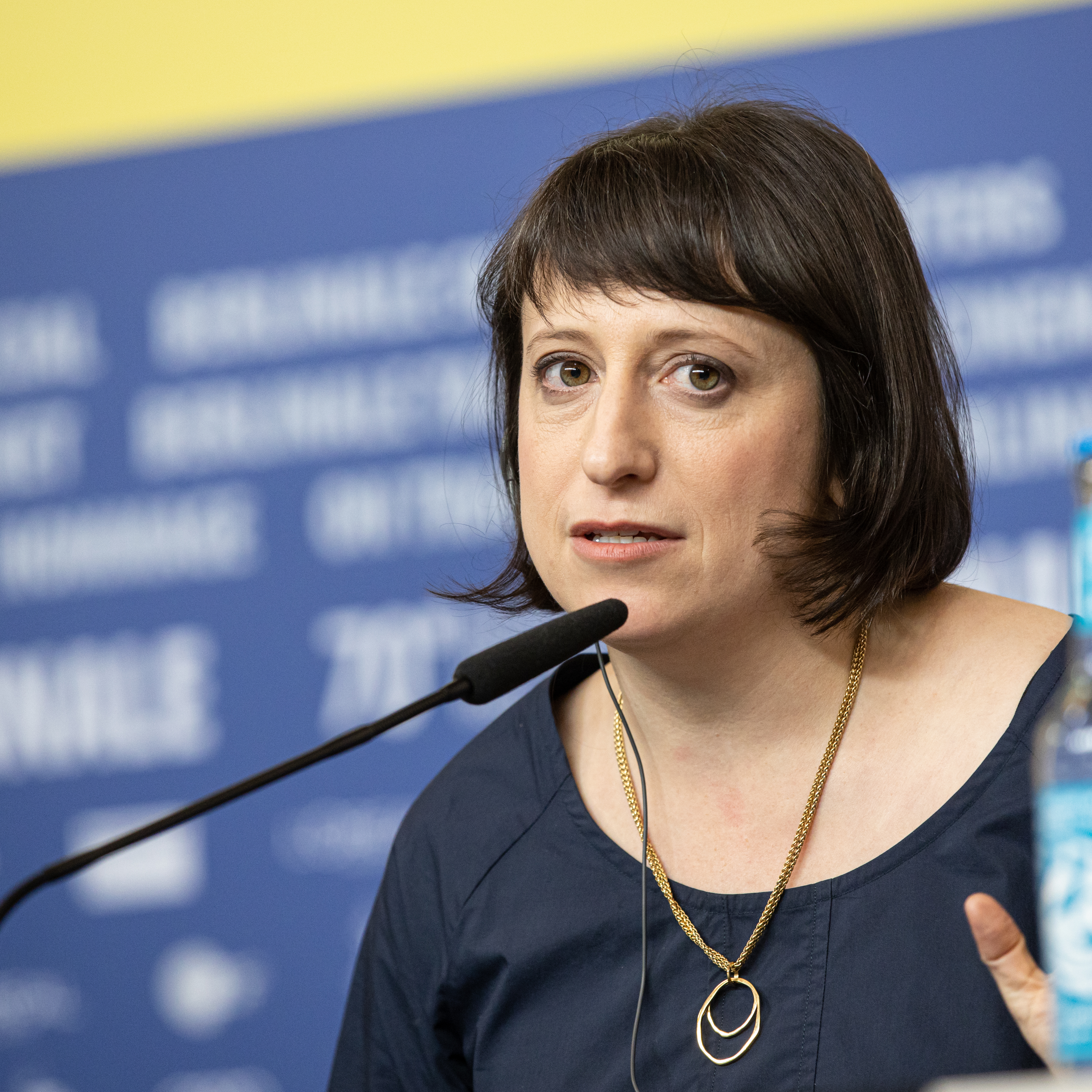
Eliza Hittman, nagrodzona Srebrnym Niedźwiedziem – Grand Prix Jury.

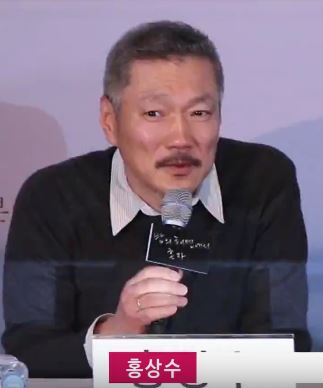
Hong Sang-soo, laureat Srebrnego Niedźwiedzia dla najlepszego reżysera.

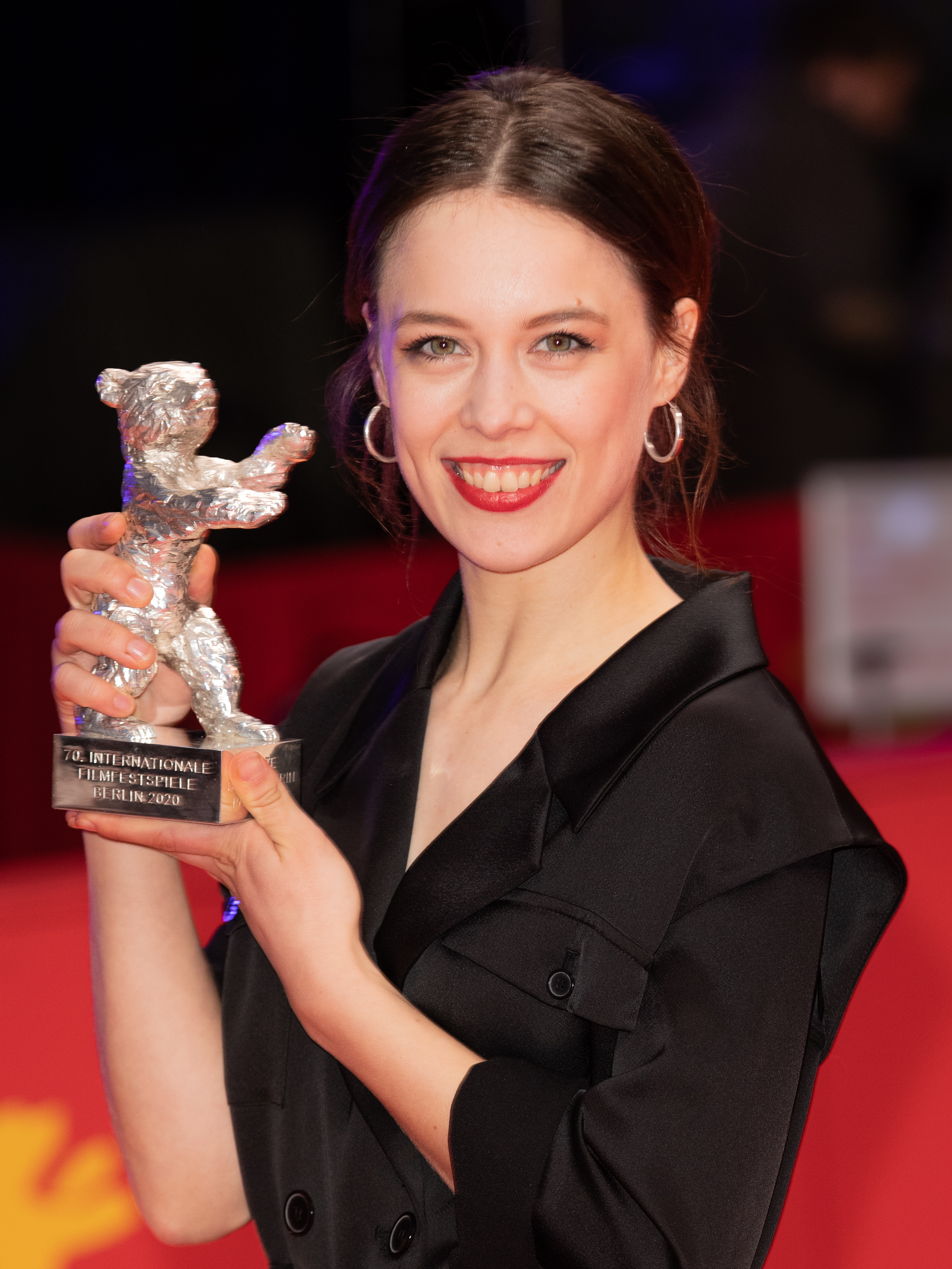
Paula Beer ze Srebrnym Niedźwiedziem dla najlepszej aktorki.

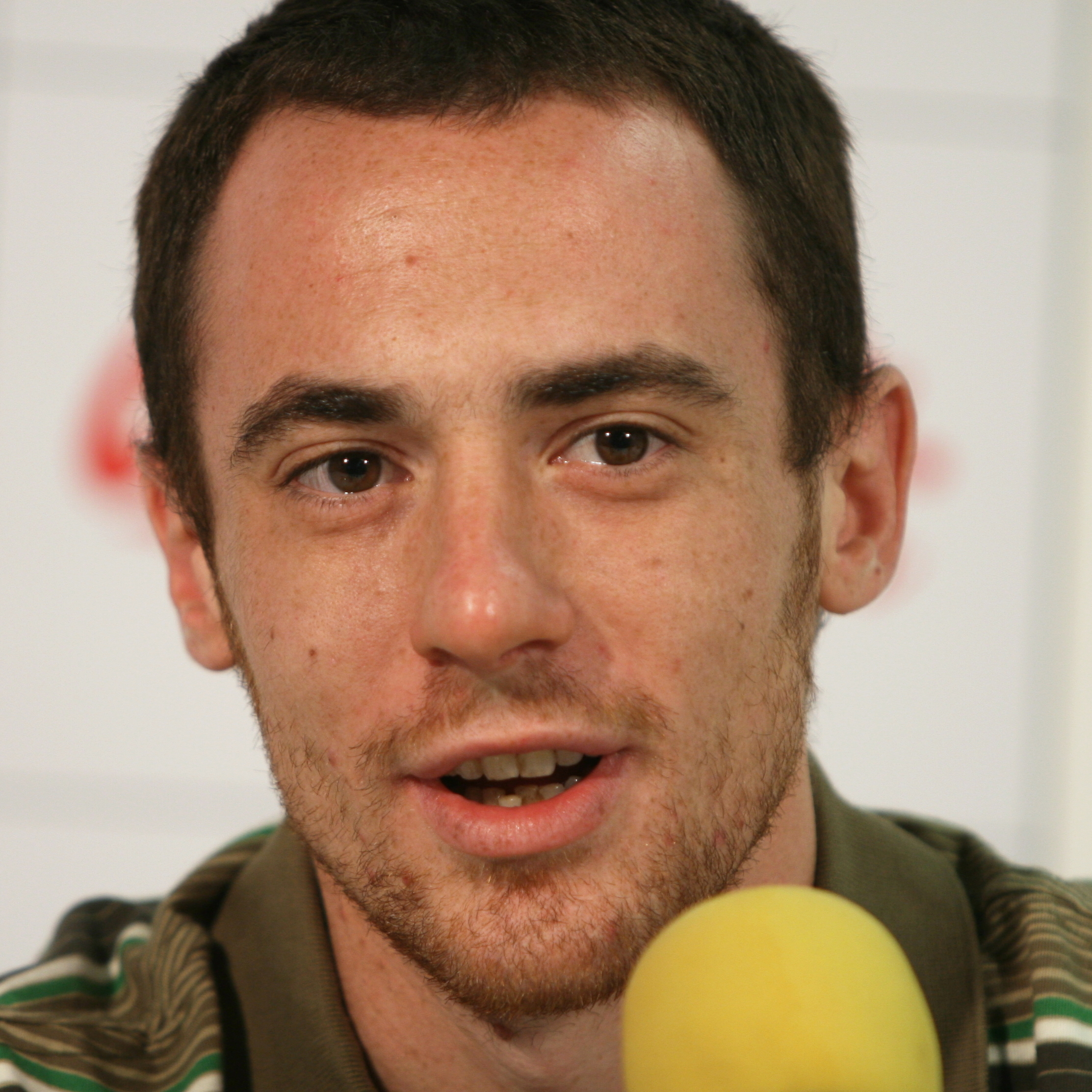
Elio Germano, zdobywca Srebrnego Niedźwiedzia dla najlepszego aktora.

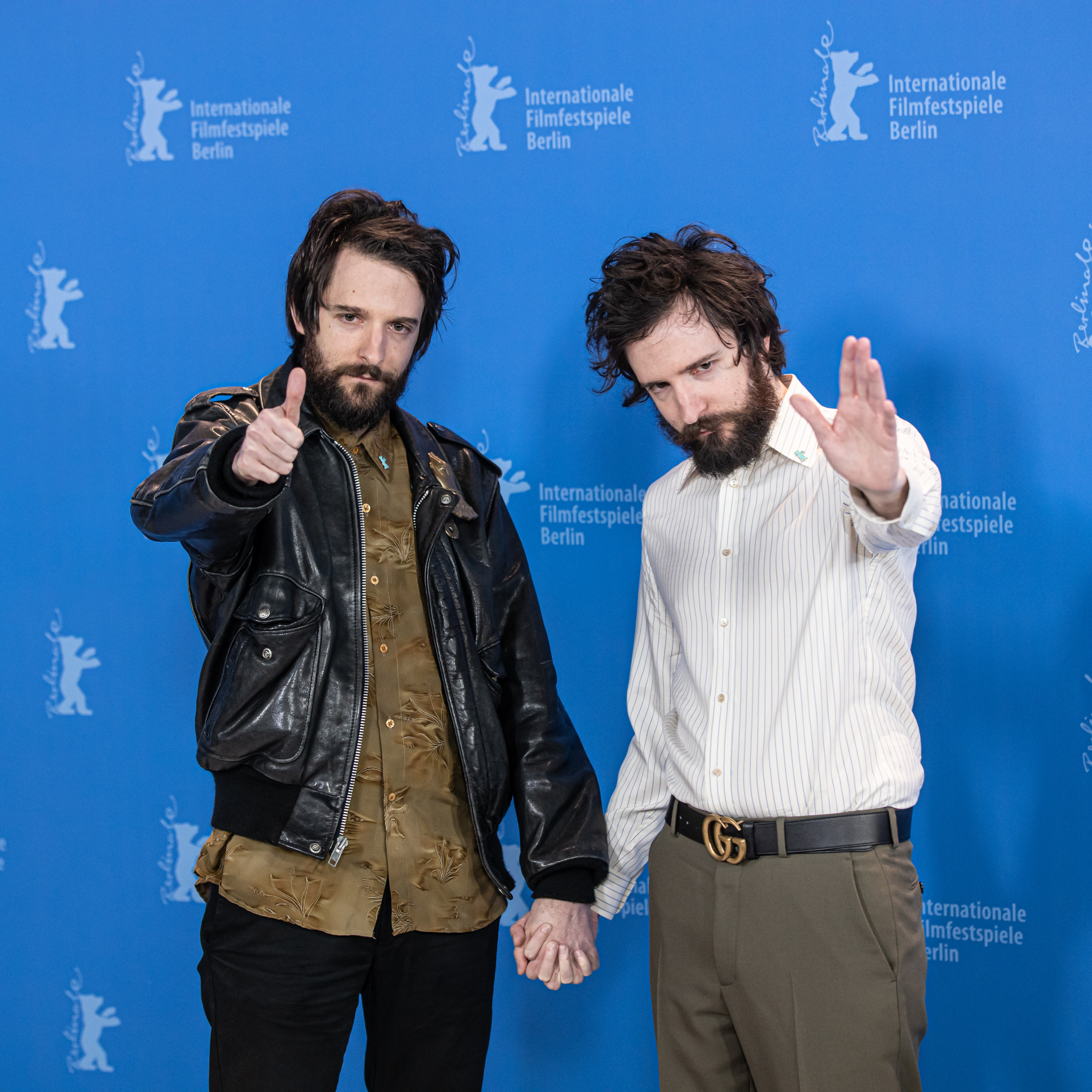
Damiano i Fabio D’Innocenzo, laureaci Srebrnego Niedźwiedzia za najlepszy scenariusz.

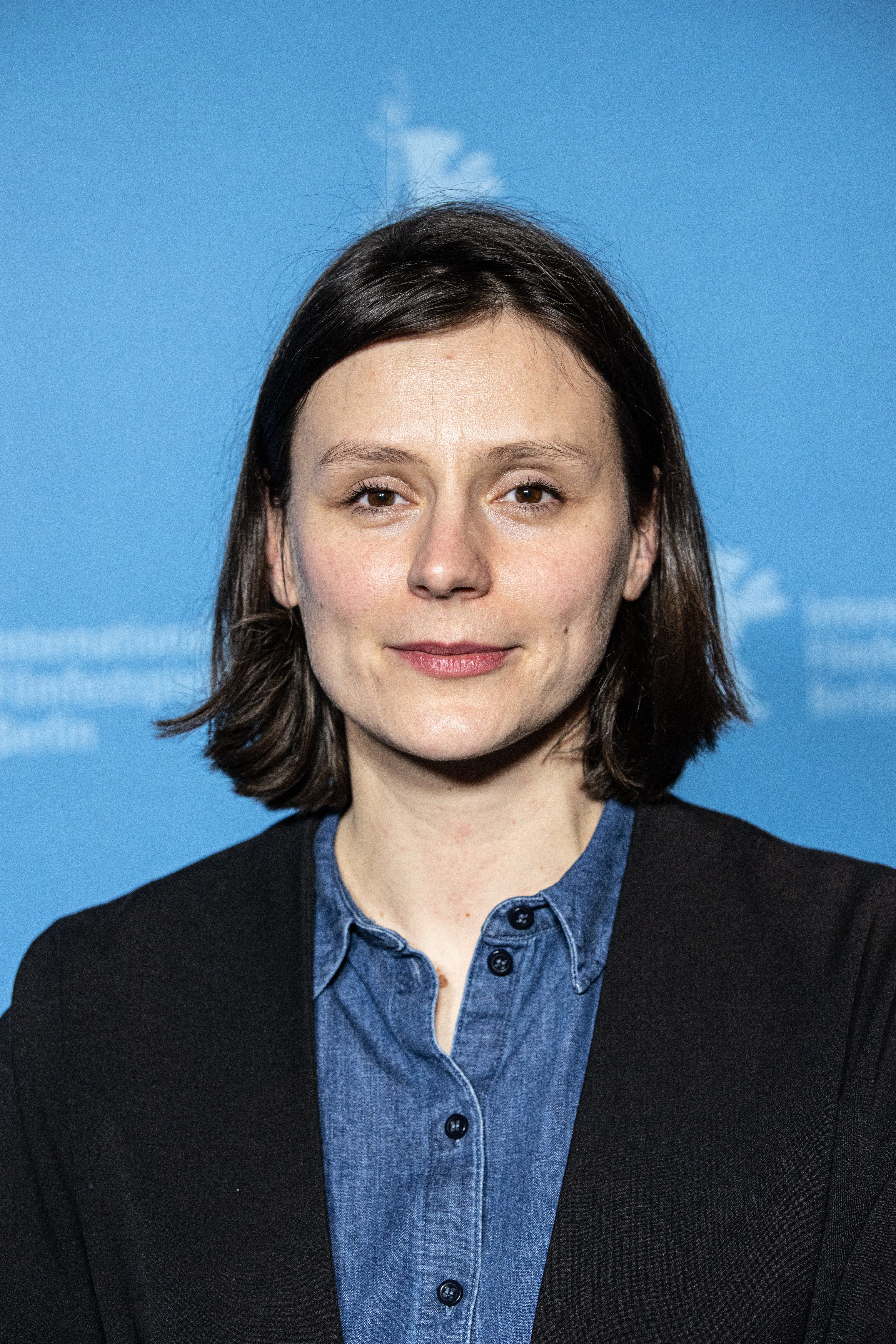
Sandra Wollner, nagrodzona w ramach sekcji „Spotkania”.

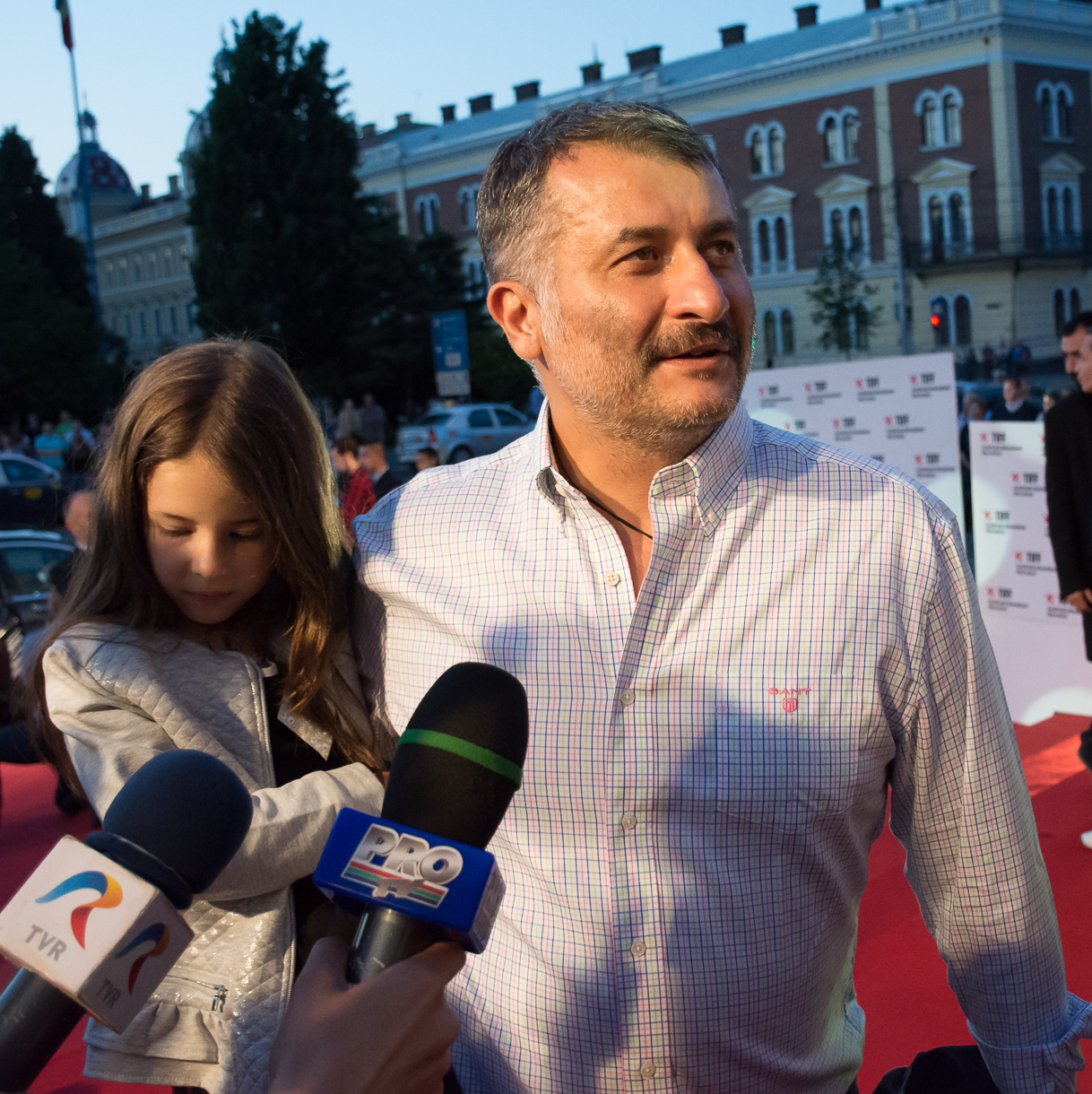
Cristi Puiu, laureat nagrody za reżyserię w sekcji „Spotkania”.

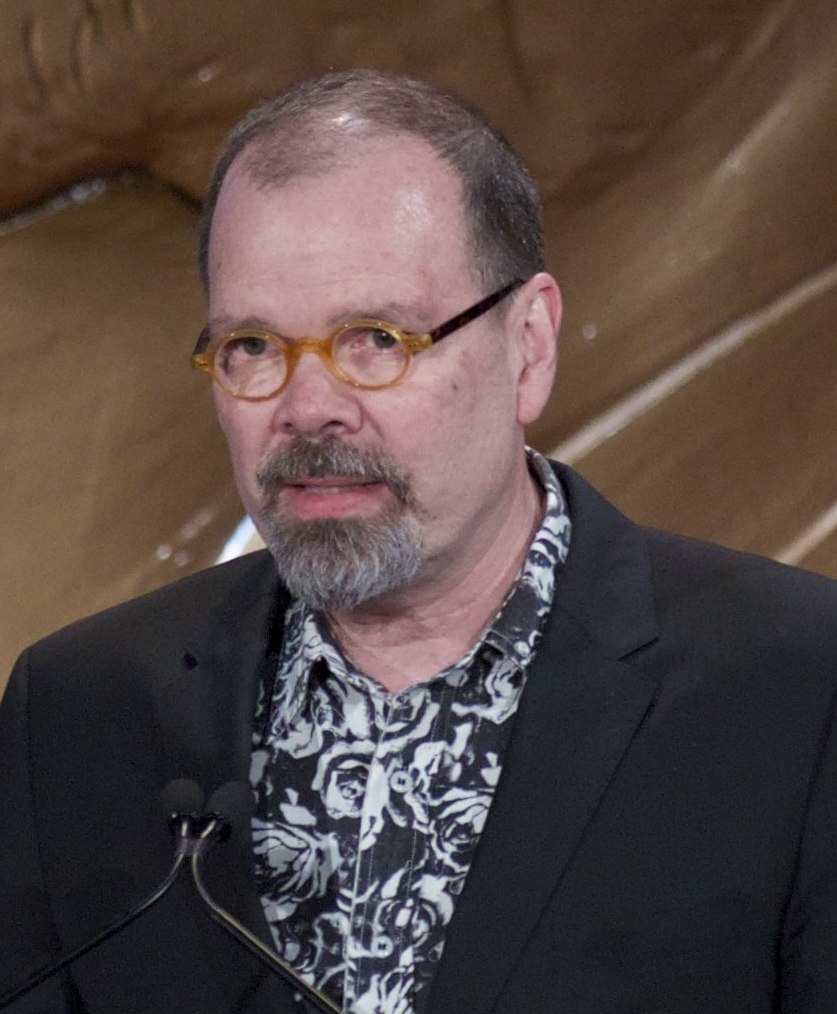
David France, wielokrotnie nagrodzony autor filmu Witamy w Czeczenii.

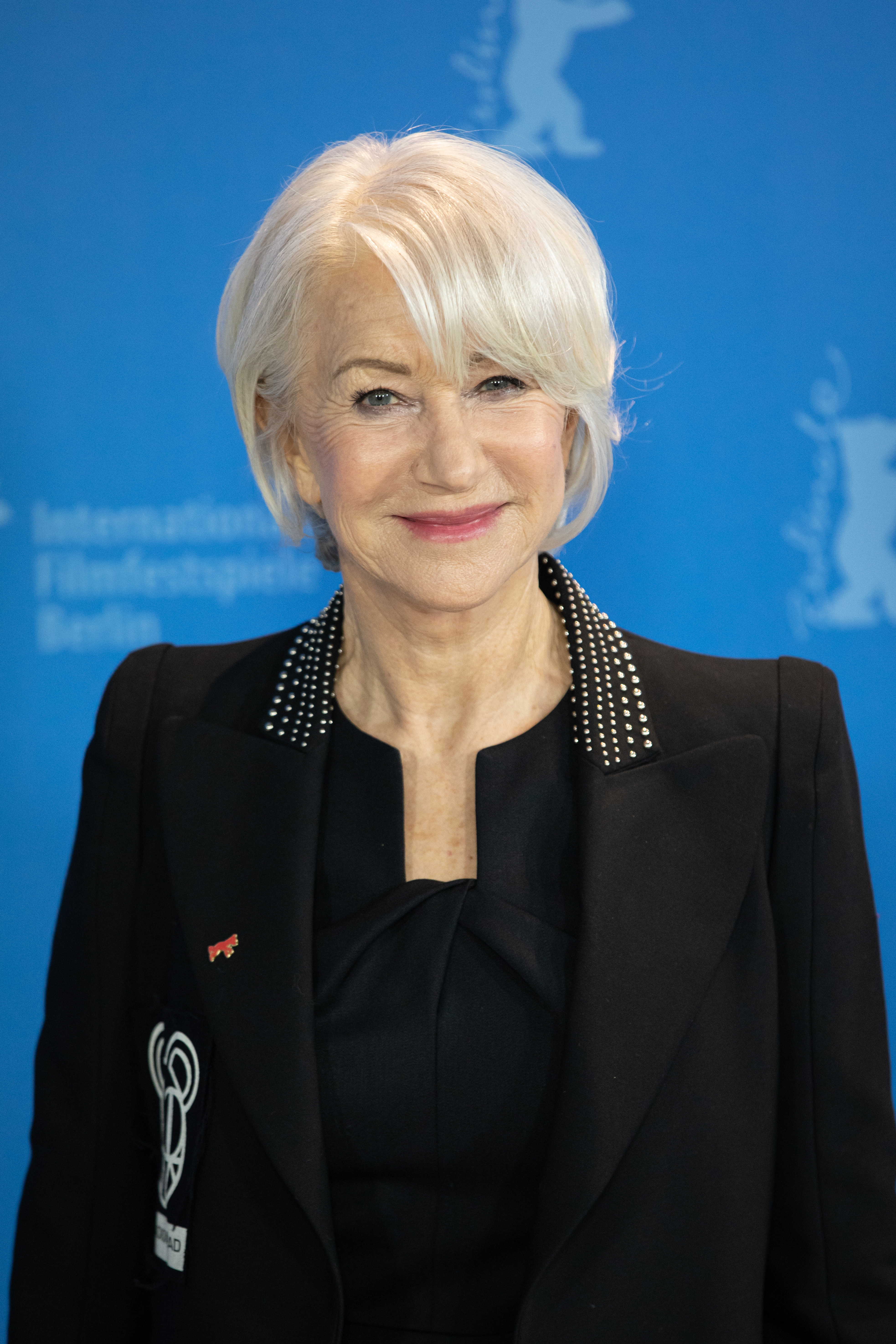
Helen Mirren, wyróżniona Honorowym Złotym Niedźwiedziem.

### Konkurs główny
Złoty Niedźwiedź
- Zło nie istnieje, reż. Mohammad Rasoulof

Srebrny Niedźwiedź – Nagroda Grand Prix Jury
- Nigdy, rzadko, czasami, zawsze, reż. Eliza Hittman

Srebrny Niedźwiedź dla najlepszego reżysera
- Hong Sang-soo − Biegnąca kobieta

Srebrny Niedźwiedź dla najlepszej aktorki
- Paula Beer − Undine

Srebrny Niedźwiedź dla najlepszego aktora
- Elio Germano − Chciałem się ukrywać

Srebrny Niedźwiedź za najlepszy scenariusz
- Damiano i Fabio D’Innocenzo − Złe baśnie

Srebrny Niedźwiedź za wybitne osiągnięcie artystyczne
- Zdjęcia: Jürgen Jürges − DAU. Natasza

Srebrny Niedźwiedź na 70-lecie festiwalu
- Wykasuj historię, reż. Benoît Delépine i Gustave Kervern

### Sekcja „Spotkania”
Nagroda Główna
- Prace i dni, reż. Anders Edström i C.W. Winter

Nagroda Specjalna Jury
- O niedogodności narodzin, reż. Sandra Wollner

Nagroda za reżyserię
- Cristi Puiu − Malmkrog

Wyróżnienie Specjalne
- Isabella, reż. Matías Piñeiro

### Konkurs debiutów reżyserskich
Nagroda GWFF za najlepszy debiut reżyserski
- Po kablach, reż. Camilo Restrepo
  - Wyróżnienie:  Nagie zwierzęta, reż. Melanie Waelde

### Konkurs filmów dokumentalnych
Nagroda za najlepszy film dokumentalny
- Napromieniowani, reż. Rithy Panh
  - Wyróżnienie:  Notatki z podziemia, reż. Tizza Covi i Rainer Frimmel

### Konkurs filmów krótkometrażowych
Złoty Niedźwiedź dla najlepszego filmu krótkometrażowego
- T, reż. Keisha Rae Witherspoon

Srebrny Niedźwiedź – Nagroda Jury
- Filipiñana, reż. Rafael Manuel

Nagroda Audi dla filmu krótkometrażowego
- Genius Loci, reż. Adrien Mérigeau

Kandydat do Europejskiej Nagrody Filmowej dla najlepszego filmu krótkometrażowego
- To nie była ta góra, Mohammadzie, reż. Mili Pecherer

### Sekcja „Generation”
Nagroda główna jury w sekcji „Generation Kplus”
- Film fabularny:  Wilki, reż. Samuel Kishi
  - Wyróżnienie:  Gwiazdeczki, reż. Maïmouna Doucouré /  Mamo, mamo, mamo, reż. Sol Berruezo Pichon-Riviére

Nagroda specjalna jury w sekcji „Generation Kplus”
- Film krótkometrażowy:  Imię syna, reż. Martina Matzkin
  - Wyróżnienie:  Latawce, reż. Seyed Payam Hosseini

Nagroda główna jury w sekcji „Generation 14plus”
- Film fabularny:  Nazywam się Bagdad, reż. Caru Alves de Souza
  - Wyróżnienie:  Głosy na wietrze, reż. Nobuhiro Suwa

Nagroda specjalna jury w sekcji „Generation 14plus”
- Film krótkometrażowy:  Kundle, reż. Halima Ouardiri
  - Wyróżnienie:  Białoskrzydły koń, reż. Mahyar Mandegar

Kryształowy Niedźwiedź – Nagroda główna jury dziecięcego w sekcji „Generation Kplus”
- Film fabularny:  Słodkie rzeczy, reż. Alexandre Rockwell
  - Wyróżnienie:  Szczęściara, reż. John Sheedy
- Film krótkometrażowy:  Imię syna, reż. Martina Matzkin
  - Wyróżnienie:  Mała, reż. Amira Géhanne Khalfallah

Kryształowy Niedźwiedź – Nagroda główna jury młodzieżowego w sekcji „Generation 14plus”
- Film fabularny:  Maria Panna Nilu, reż. Atiq Rahimi
  - Wyróżnienie:  White Riot, reż. Rubika Shah
- Film krótkometrażowy:  Kundle, reż. Halima Ouardiri
  - Wyróżnienie:  Goodbye Golovin, reż. Mathieu Grimard

### Nagrody gremiów niezależnych
Nagroda Jury Ekumenicznego
- Konkurs główny:  Zło nie istnieje, reż. Mohammad Rasoulof
- Sekcja „Panorama”:  Tato, reż. Srdan Golubović
  - Wyróżnienie:  Saudi Runaway, reż. Susanne Regina Meures
- Sekcja „Forum”:  Zero, reż. Kazuhiro Sôda

Nagroda FIPRESCI
- Konkurs główny:  Undine, reż. Christian Petzold
- Sekcja „Spotkania”:  Metamorfoza ptaków, reż. Catarina Vasconcelos
- Sekcja „Panorama”:  Mogul Mowgli, reż. Bassam Tariq
  - Wyróżnienie:  Wszystkie ręce na pokład, reż. Guillaume Brac
- Sekcja „Forum”:  Dwudzieste stulecie, reż. Matthew Rankin
  - Wyróżnienie:  Uwertury, reż. Louis Henderson i Olivier Marboeuf

Nagroda Stowarzyszenia Niemieckich Kin Studyjnych
- Zło nie istnieje, reż. Mohammad Rasoulof

Nagroda CICAE (Międzynarodowej Konfederacji Kin Studyjnych)
- Sekcja „Panorama”:  Koparka, reż. Georgis Grigorakis
- Sekcja „Forum”:  Uspokojenie, reż. Song Fang

Nagroda Label Europa Cinemas dla najlepszego filmu europejskiego
- Nadzieja, reż. Maria Sødahl

Nagroda Teddy dla najlepszego filmu o tematyce LGBT
- Film fabularny:  Przyszłość należy do nas, reż. Faraz Shariat
- Film dokumentalny:  A gdyby to była miłość, reż. Patric Chiha
- Film krótkometrażowy:  Playback, reż. Agustina Comedi
- Nagroda Specjalna Jury:  Dni, reż. Tsai Ming-liang
- Nagroda dla aktywistów:  Olga Baranowa, Maksim Łapunow i Dawid Istiejew

Nagroda Caligariego za innowacyjność w sekcji „Forum”
- Victoria, reż. Sofie Benoot, Liesbeth De Ceulaer i Isabelle Tollenaere

Nagroda Pokoju
- Wilki, reż. Samuel Kishi

Nagroda Amnesty International
- Witamy w Czeczenii, reż. David France

Nagroda im. Heinera Carowa w sekcji „Perspective Deutsches Kino”
- Kosmos garażu, reż. Natalia Jefimkina

Nagroda Compass w sekcji „Perspective Deutsches Kino”
- Walchensee Forever, reż. Janna Ji Wonders

Nagroda AG Kino – Gilde w sekcji „Generation 14plus”
- Jumbo, reż. Zoé Wittock

### Nagrody publiczności i czytelników
Nagroda publiczności w sekcji „Panorama”
- Film fabularny:  Tato, reż. Srdan Golubović
- Film dokumentalny:  Witamy w Czeczenii, reż. David France

Nagroda czytelników „Berliner Morgenpost”
- Wykasuj historię, reż. Benoît Delépine i Gustave Kervern

Nagroda czytelników „Tagesspiegel”
- Window Boy Would Also Like to Have a Submarine, reż. Alex Piperno

Nagroda Teddy czytelników „Queer.de” dla filmu o tematyce LGBT
- Przyszłość należy do nas, reż. Faraz Shariat

### Nagrody honorowe i specjalne
Honorowy Złoty Niedźwiedź za całokształt twórczości
- Helen Mirren

Nagroda Berlinale Kamera za zasługi na rzecz festiwalu
- Ulrike Ottinger[12]